# 天津市民族中学
天津市民族中学，位于天津市红桥区西青道87号，肇始于1954年建立的天津市第四十中学，1984年，与1955年建立的原天津市民族中学合并建立新的天津市民族中学，是天津市首批市级重点中学。